# Rogoznica, Šibensko-kninska županija
Rogoznica je naselje in ribiško pristanišče 25 km južno od Šibenika (Hrvaška), ki je središče občine Rogoznica Šibeniško-kninske županije.

## Geografija
Rogoznica leži na polotoku, (nekdanji otok Kopera, ki je bil spojen s kopnim z umetnim nasipom v drugi polovici 19. stol.), ki istoimenski zaliv deli na vzhodni in zahodni del. Slikovit in zaščiten zaliv, bližina magistralne ceste Reka - Split, borovi gozdovi in lepe plaže dajejo Rogoznici izrazit turistični značaj. Več plaž v zalivu je in okolici je lepo urejenih.

## Gospodarstvo
Prebivalci se ukvarjajo s poljedelstvom, ribolovm in turizmom. V Rogoznici stoji marina - Marina Frapa z 400 privezi v morju in 150 na kopnem. Tu je tudi tehnični servis in 50 t dvigalo.

## Zgodovina
Naselje na katerem stoji današnja Rogoznica je bilo osnovano leta 1518. Zgradili so ga na temeljih nekdanjega grškega naselja iz 4.pr. n. št. Župnijska cerkev je bila postavljena 1615 in preurejena  v baročnem slogu 1746. N vrhu vzpetine negdanjega otoka so ostanki trdnjave, ki so jo pričeli graditi v času
Napoleonovih Ilirskih provinc 1809.

## Izleti
- Primošten, 9 km
- Šibenik, 37 km
- Trogir, 24 km

## Demografija
| Pregled števila prebivalcev po letih | Pregled števila prebivalcev po letih | Pregled števila prebivalcev po letih | Pregled števila prebivalcev po letih | Pregled števila prebivalcev po letih | Pregled števila prebivalcev po letih | Pregled števila prebivalcev po letih | Pregled števila prebivalcev po letih | Pregled števila prebivalcev po letih | Pregled števila prebivalcev po letih | Pregled števila prebivalcev po letih | Pregled števila prebivalcev po letih | Pregled števila prebivalcev po letih | Pregled števila prebivalcev po letih | Pregled števila prebivalcev po letih |
| ------------------------------------ | ------------------------------------ | ------------------------------------ | ------------------------------------ | ------------------------------------ | ------------------------------------ | ------------------------------------ | ------------------------------------ | ------------------------------------ | ------------------------------------ | ------------------------------------ | ------------------------------------ | ------------------------------------ | ------------------------------------ | ------------------------------------ |
| 1857                                 | 1869                                 | 1880                                 | 1890                                 | 1900                                 | 1910                                 | 1921                                 | 1931                                 | 1948                                 | 1953                                 | 1961                                 | 1971                                 | 1981                                 | 1991                                 | 2001                                 |
| 1080                                 | 1215                                 | 489                                  | 701                                  | 700                                  | 759                                  | 1800                                 | 1652                                 | 649                                  | 721                                  | 729                                  | 674                                  | 701                                  | 825                                  | 1151                                 |